# Universidade Aberta da Tanzânia
A Universidade Aberta da Tanzânia ou Open University of Tanzania (OUT) é uma universidade pública na Tanzânia, do gênero ensino à distância. Foi estabelecida por uma lei do Parlamento nº 17 de 1992. É a única instituição no país a oferecer cursos com diploma e grau de ensino a distância. A sua sede situa-se em Dar es Salaam.